# Edmond Beaufort (2e duc de Somerset)
Pour les articles homonymes, voir Edmond Beaufort, Maison de Beaufort et Beaufort.
Titres
Duc de Somerset
31 mars 1448 – 22 mai 1455
(7 ans, 1 mois et 21 jours)
Comte de Somerset
27 mai 1444 – 22 mai 1455
(10 ans, 11 mois et 25 jours)
Marquis de Dorset
24 juin 1443 – 22 mai 1455
(11 ans, 10 mois et 28 jours)
Comte de Dorset
18 août 1442 – 22 mai 1455
(12 ans, 9 mois et 4 jours)
Edmond Beaufort (né vers 1406 et mort le 22 mai 1455),  1er comte de Dorset (1442), 4e comte (1444) puis 2e duc de Somerset (1448), fut l'un des grands capitaines anglais de la fin de la guerre de Cent Ans et du début de la Guerre des Deux-Roses.
Il est le troisième fils de Jean Beaufort, 1er comte de Somerset, et de Margaret Holland ; et le neveu de Henri Beaufort, évêque de Winchester et régent d'Angleterre. Ces deux hommes étaient les demi-frères de Henri IV d'Angleterre et les oncles de Henri V.

## Carrière militaire
Entré très jeune comme commandant dans l'armée anglaise, Edmond Beaufort est capturé lors de la bataille de Baugé en 1421 et restera prisonnier de Charles VII pendant dix ans. Libéré en 1431 en échange de Charles d'Artois, comte d'Eu, il retourne en Angleterre où il se met au service de Henri Beaufort, en lutte contre Humphrey de Gloucester pour le poste de régent. À la mort du duc de Bedford en 1435, c'est effectivement Henri Beaufort qui dirige l'Angleterre pour Henri VI, alors mineur. En 1436, il envoie Edmond seconder John Talbot en Normandie qui est en train de reprendre le comté à l'armée du roi de France. En 1440, il parvient tout de même à s'emparer d'Harfleur, que les Français venaient de prendre, et à ralentir l'offensive française. L'Île-de-France est entièrement reprise par les Français mais, pour le moment, la Normandie reste entre les mains des Anglais.
En 1444, William de la Pole, comte de Suffolk, négocie une trêve à Tours sur la base du statu quo. Le mariage est décidé entre Henri VI et une nièce de Charles VII, Marguerite d'Anjou, lequel se fait le 8 avril 1445. Du même coup, Suffolk remplace Henri Beaufort, qui s'est retiré, comme maître de facto de l'Angleterre. Henri VI, très influençable, lui laisse en effet les rênes du pouvoir. Edmond Beaufort, devenu comte de Somerset à la mort de son frère la même année, est nommé lieutenant de France. Il devient duc de Somerset en 1448. Son frère Jean Beaufort ayant porté le titre avant lui, il est parfois appelé le deuxième duc, mais le titre avait été créé une seconde fois, et il était donc le premier duc, la numérotation recommençant à zéro. [réf. nécessaire]
La trêve est rompue en 1449, et Charles VII se lance à la conquête de la Normandie que Somerset va défendre très mal. Lorsque la campagne militaire s’achève, les Anglais ont perdu plusieurs villes importantes de Basse Normandie (Coutances, Carentan, Saint-Lô, Valognes) et ont été vaincus à plusieurs reprises en Haute Normandie par l’armée française commandée par Dunois. En quelques mois, il perd presque tout le comté et doit rentrer en Angleterre.
Le Parlement et le Conseil du roi ne pardonnent pas la défaite à Suffolk qui est arrêté puis exécuté. En avril 1450, Edmond Beaufort prend sa place comme conseiller du roi et favori de la reine Marguerite d'Anjou. Cette nomination est cependant contestée par Richard d'York, qui commence à s'aviser que ses droits à la Couronne d'Angleterre sont mieux fondés que ceux de Henri VI et qui se pose de plus en plus en rival. Le conflit entre les deux branches (les Lancastre et les York) est retardé par l'offensive de Charles VII en Guyenne qui se termine par une victoire française en 1453. Entre-temps, Edmond de Somerset est rentré en France afin de maintenir une présence anglaise en Normandie, mais il ne peut empêcher la chute de Caen et finalement de toute la province à l'été 1450.
Le 10 août 1453, après un traumatisme psychologique (qui serait dû à la défaite de Castillon), Henri VI devient fou ; indifférent à tout ce qui l'entoure durant plus d'un an, il est incapable d'assumer ses fonctions. Richard d'York passe alors à l'action. En février 1454, il convoque un Parlement qui le nomme Lord Protecteur. Beaufort est envoyé à la Tour de Londres où il végète un an. Au début de 1455, partiellement guéri, Henri VI reprend le pouvoir et libère son ancien lieutenant.
Celui-ci, appuyé par la reine, convoque aussitôt un grand conseil « en vue de pourvoir à la sûreté du roi contre ses ennemis ». Se sentant menacé, le duc d'York lève une armée et marche sur Londres. Le 22 mai 1455, les troupes royales, commandées par Somerset, sont battues à la première bataille de St Albans, qui est également la première bataille de la Guerre des Deux-Roses. Edmond Beaufort est tué pendant le combat et le roi, blessé, est fait prisonnier. Richard d'York est le maître de l'heure.

## Mariage et descendance
En 1435, il épousa Éléonore de Beauchamp (v.1408-1467). Ils eurent :
- Henri Beaufort (1436-1464), 2e duc de Somerset ;
- Marguerite  (1437-1474), mariée en 1449 à Humphrey († 1458), comte de Stafford (d'où Henry Stafford duc de Buckingham), puis à sir Richard Darell ;
- Éléonore Beaufort († 1501), mariée à James Butler, comte d'Ormonde et de Wiltshire († 1461), puis en 1470 à sir Robert Spencer ;
- Edmond Beaufort (v. 1438-1471), 3e duc de Somerset ;
- Jean Beaufort († 1471) ;
- Thomas († avant 1463 ) ;
- Anne, mariée à Sir William Paston (fils de William Paston) ;
- Jeanne († 1518), mariée vers 1478 à Robert, Lord Howth († 1486), puis à Sir Richard Fry († 1504) ;
- Elizabeth († 1492), mariée à sir Henry FitzLewis ;
- Marie, mariée à un membre de la famille de Burgh.